# Kōki Hirota
 (mai 2019).
Si vous disposez d'ouvrages ou d'articles de référence ou si vous connaissez des sites web de qualité traitant du thème abordé ici, merci de compléter l'article en donnant les références utiles à sa vérifiabilité et en les liant à la section « Notes et références ».
Kōki Hirota (広田 弘毅, 14 février 1878 – 23 décembre 1948) est un homme d'État japonais, le 32e premier ministre du Japon, du 9 mars 1936 au 2 février 1937. Jugé par le tribunal militaire international pour l'Extrême-Orient, il est reconnu coupable de crimes de guerre commis durant la seconde guerre sino-japonaise et exécuté par pendaison dans l'enceinte de la prison de Sugamo à Tokyo. Il fait partie des 14 criminels de guerre de classe A vénérés au sanctuaire Yasukuni.

## Biographie
Il naît dans la préfecture de Fukuoka. Après ses études, il intègre le ministère des Affaires étrangères pour devenir diplomate. Il est ambassadeur du Japon en Union soviétique de 1928 à 1932. Il devient ministre des Affaires étrangères en 1933. La même année, il annonce le retrait du Japon de la Société des Nations.
En 1936, l'empereur Shōwa le nomme Premier ministre et, sous son gouvernement, l'empire du Japon conclut le pacte anti-Komintern avec l'Allemagne nazie, qui comprend une clause secrète de soutien militaire mutuel en cas d'attaque de l'Armée rouge.
En 1937, alors que Hirota est ministre des Affaires étrangères, l'armée impériale japonaise perpètre le massacre de Nankin. Après guerre, Hirota est condamné à mort par le Tribunal de Tokyo pour ne pas avoir su l'empêcher.

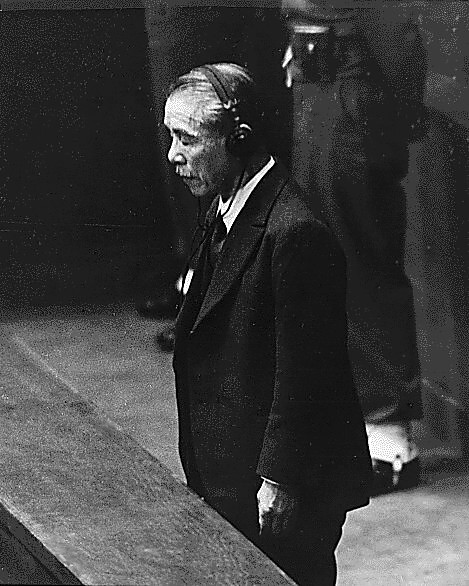
Kōki Hirota à l'annonce de sa condamnation à mort.